# Carteriospongia fissurella
Carteriospongia fissurella är en svampdjursart som först beskrevs av de Laubenfels 1948.  Carteriospongia fissurella ingår i släktet Carteriospongia och familjen Thorectidae. Inga underarter finns listade i Catalogue of Life.